# Oethecoctonus oecanthi
Oethecoctonus oecanthi – gatunek błonkówki z rodziny Scelionidae.

## Budowa ciała
Osiąga 2,4-2,9 mm długości.

## Zasięg występowania
Ameryka Północna, występuje w Meksyku i na płd. USA.

## Biologia i ekologia
Larwy są parazytoidami jaj świerszczy z podrodziny Oecanthinae. W jednym jaju rozwija się jedna larwa.